# Коромисло велике
Коромисло велике (Aeshna grandis) — вид бабок родини коромисел (Aeschnidae).

## Поширення
Вид поширений в Центральній і Східній Європі від Великої Британії до Байкалу. Населяє берега невеликих озер, боліт і ставків з густою прибережною рослинністю.

## Опис
Тіло завдовжки 70–77 мм, довжина заднього крила — 41–49 мм, розмах крил — до 100 мм. Бабка коричневого забарвлення з жовтими смугами на тілі, деякі частини тіла сині. Крила з легким золотисто-коричневим відтінком.